# Karl Bebendorf
Karl Bebendorf (Dresda, 7 maggio 1996) è un mezzofondista tedesco.

## Biografia
Gareggia per il Dresdner SC 1898.
Agli europei di Berlino 2022 si è classificato 21º nei 3000 m siepi.
Ha rappresentato la Germania ai Giochi olimpici estivi di Tokyo 2020, dove è stato eliminato in batteria nei 3000 m siepi.
Ai campionati europei di Roma 2024 ha vinto la medaglia di bronzo nei 3000 m siepi, terminando alle spalle dei francesi Alexis Miellet e Djilali Bedrani.

## Palmarès
| Anno | Manifestazione  | Sede     | Evento       | Risultato | Prestazione | Note                          |
| ---- | --------------- | -------- | ------------ | --------- | ----------- | ----------------------------- |
| 2019 | Europei indoor  | Glasgow  | 1500 m piani | 7º        | 3'46"88     |                               |
| 2019 | Mondiali        | Doha     | 3000 m siepi | Batteria  | 8'32"58     |                               |
| 2021 | Europei indoor  | Toruń    | 1500 m piani | Batteria  | 3'41"29     |                               |
| 2021 | Giochi olimpici | Tokyo    | 3000 m siepi | Batteria  | 8'33"27     |                               |
| 2022 | Mondiali        | Eugene   | 3000 m siepi | Batteria  | 8'25"73     |                               |
| 2022 | Europei         | Monaco   | 3000 m siepi | 5º        | 8'26"49     |                               |
| 2023 | Mondiali        | Budapest | 3000 m siepi | Batteria  | 8'22"33     |                               |
| 2024 | Europei         | Roma     | 3000 m siepi | Bronzo    | 8'14"41     | Miglior prestazione personale |
| 2024 | Giochi olimpici | Parigi   | 3000 m siepi | Batteria  | 8'20"46     |                               |

## Campionati nazionali
2025
- Argento ai campionati tedeschi indoor, 1500 m piani - 3'41"69

## Altre competizioni internazionali
2025
- Oro ai Campionati europei a squadre di atletica leggera ( Madrid), 3000 m siepi - 8'20"43
- Oro al Bauhaus-Galan ( Stoccolma), 3000 m siepi - 8'11"91